# Katy Brand
Katherine Frances Brand (High Wycombe, 13 januari 1979) is een Engels actrice, komiek en schrijfster, bekend door haar show Katy Brand's Big Ass Show van ITV. en voor Comedy Lab Slap op Channel 4. Ze werkt ook samen met Katherine Parkinson aan een show op BBC Radio 4, genaamd Mouth Trap. In 2010 speelde ze mee in de film Nanny McPhee 2: De vonken vliegen eraf als Miss Turvey. 
Ze studeerde theologie aan de Universiteit van Oxford.
- Biblioteca Nacional de España: XX4997206
- Bibliothèque nationale de France: cb16926885t (data)
- International Standard Name Identifier: 0000 0001 0059 3684
- Library of Congress Control Number: nb2015017184
- MusicBrainz: 96fa8778-8c36-4fa7-b39b-501568d89719
- Virtual International Authority File: 149580435
- WorldCat: E39PBJmtCbVTTvBh94TM4wYVmd